# Honschaft Widdert
Die Honschaft Widdert war im Mittelalter und der Neuzeit eine Honschaft im Kirchspiel und Gerichtsbezirk Solingen innerhalb des bergischen Amts Solingen. Sie umfasste das heutige Solinger Stadtgebiet in den Stadtteilen Höhscheid und Widdert.
Die Honschaft wurde erstmals im Jahr 1413 als Hunschaff van Wijdraede urkundlich erwähnt, 1485 erfolgte eine Erwähnung als Huntscaff zo Wydroide.
Nach Ende der französischen Besetzung zu Beginn des 19. Jahrhunderts und Auflösung des Großherzogtums Berg 1815 wurde die Honschaft Widdert – unter Beibehaltung der von den Franzosen durchgeführten kommunalen Neugliederung des Herzogtums – schließlich als Landgemeinde der Bürgermeisterei Höhscheid im Kreis Solingen des Regierungsbezirks Düsseldorf innerhalb der preußischen Rheinprovinz zugeordnet und war damit bis in das 19. Jahrhundert eine der untersten bergischen Verwaltungseinheiten. 1815/16 lebten 935 Einwohner in der Honschaft.
Laut der Statistik und Topographie des Regierungsbezirks Düsseldorf gehörten zu der Honschaft 1832 folgende Ortschaften und Wohnplätze (originale Schreibweise): Wüstenhof, Vockert, Höfchen, Oben Widdert, Rohlscheid, Oben Rüden, Unten Rüden, Friedrichstal, Unten Widdert, Vor Meiswinkel, in der Lachen, im Johantgesbruch, auf der Heiden und in der Wippen. 
Zu dieser Zeit gab es zwei öffentliche Gebäude, 176 Wohnhäuser und 165 landwirtschaftliche Gebäude. Es lebten 1.147 Einwohner in der Honschaft, davon 78 katholischen und 1.069 evangelischen Glaubens.
Mit der Erhebung der Bürgermeisterei Höhscheid 1856 zur Stadt entfielen die Honschaften als Verwaltungseinheit.